# Gazolina (1897)
Gazolina – polski szkuner żaglowo-motorowy zakupiony w 1920 roku razem z materiałami wybuchowymi. Słynny z międzynarodowej załogi o dziwnych pomysłach i pływaniu mimo minimalnych nakładów armatora i przeciwności losu. Część problemów została spowodowana doborem załogi według zasady "im tańsza tym lepsza".

## Dane
- typ: dwustutonowa, żaglowo-motorowa lichtuga żeglugi bałtyckiej (początkowo przybrzeżnej)
- pojemność:
  - brutto: 127 (159, 147) BRT
  - netto: 101 (84) NRT
- nośność: 220 DWT
- wymiary:
  - długość między pionami: 31,3 m
  - szerokość: 5,8 m
  - ożaglowanie gaflowe (prawdopodobnie szkuner, ale mógł być keczem)
  - dwa maszty składane i bukszpryt
  - dwa miecze boczne
- silnik: żarowy trzycylindrowy? o mocy 50 KM; przy przebudowie na motorowiec jako Schwalbe II, wymieniony na 150 KM
- jedna śruba
- armator: Polski Związek Przemysłowców Naftowych inż. Stanisław Wirpsza

Stacjonował w Gdańsku początkowo przy Polskim Haku a następnie w Nowym Porcie).
Uwagi: dane w nawiasach pochodzą z innych źródeł. Statek był kilkakrotnie przebudowywany, w tym przedłużony oraz zmieniony na motorowiec.

## Kalendarium
- 1897 – budowa w Sappemeer w Holandii jako Kosmopoliet
- 1920 – przybycie do Gdańska, zakup przez rząd polski i przemianowanie na Rewa
- 1921 – zakup przez Polski Związek Przemysłowców Naftowych i przemianowanie na Gazolina
- 1924 – sprzedaż do Rygi, zmiana bandery na łotewską i przemianowanie na Sofija Marijo
- ? – zmiana bandery na niemiecką, zdjęcie ożaglowania i przemianowanie na Schwalbe II
- w latach sześćdziesiątych XX wieku wykazywany we flocie NRF (w 1960 r. w hamburskiej firmie Peter von Horn)
- czerwiec 1965 – złomowanie

## Pierwsza załoga
- kapitan: Freiman (Łotysz)
- pierwszy sternik (szturman i bosman): Hipolit Klimontowicz (Polak – były kapitan lodołamacza, najbardziej doświadczony marynarz Gazoliny)

- mechanik: Sprina (Łotysz)
- motorzysta: ? (Białorusin)
- marynarz: ? (Estończyk)

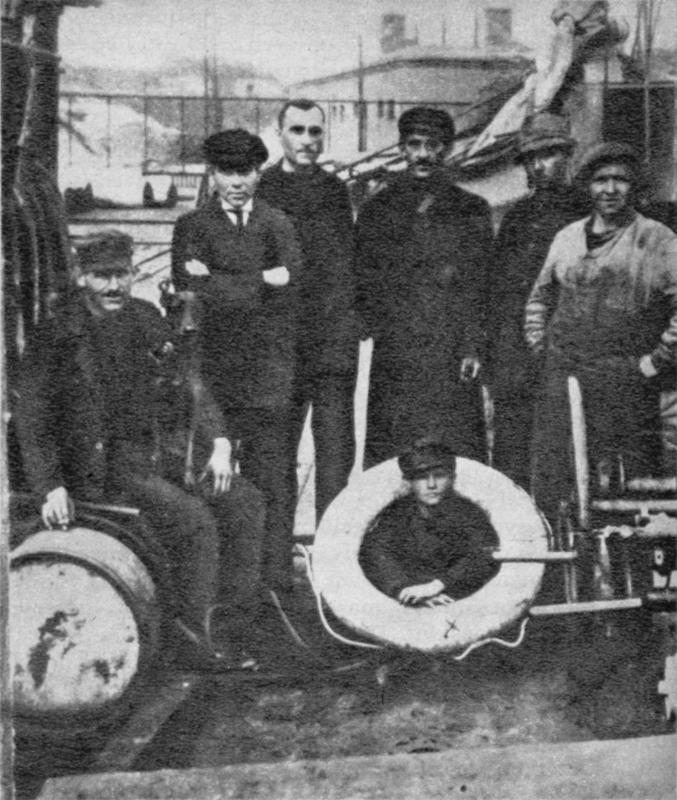
Zdjęcie załogi z 1923 r.

- drugi marynarz pokładowy: Kozłowski (Polak – były marynarz Flotylli Amurskiej)
- chłopiec okrętowy: ? (Ślązak)

## Załoga z 1923 r.
- po lewej na beczce – szyper Otto Wendi
- stoi po prawej – bosman Aleksander Górny
- "białogwardyjcy" stojący w środku (od lewej:
  - "supercargo"
  - motorzysta
  - marynarz Pietrow
  - kucharz Wania
- w kole ratunkowym – chłopiec okrętowy – warszawiak Stefan P. Wesołowski